# Leptacis oculata
Leptacis oculata är en stekelart som beskrevs av Lubomir Masner 1960. Leptacis oculata ingår i släktet Leptacis och familjen gallmyggesteklar. Inga underarter finns listade i Catalogue of Life.